# ایمبی هوپ
ایمبی هوپ (انگلیسی: Imbi Hoop؛ زادهٔ ۱۵ دسامبر ۱۹۸۸) بازیکن فوتبال اهل استونی است.
از باشگاه‌هایی که در آن بازی کرده‌است می‌توان به باشگاه فوتبال تارتو تامکا اشاره کرد.
وی همچنین در تیم ملی فوتبال Estonia بازی کرده‌است.